# Thomas Reuben
Thomas Reuben Seru, né vers 1936, est un homme politique vanuatais.

## Biographie
Autochtone des Nouvelles-Hébrides, ancien de l'Église presbytérienne, il est employé du service public de l'administration coloniale britannique de 1963 à 1976. Il est candidat pour le Parti national des Nouvelles-Hébrides (indépendantiste, anglophone) lors des premières élections législatives dans cette colonie franco-britannique, en 1975. Il est élu député de la circonscription rurale de l'île d'Espiritu Santo à l'Assemblée représentative des Nouvelles-Hébrides. Son élection est annulée, mais il remporte l'élection partielle qui en résulte en octobre 1976.
Comme tous les membres du Parti national, il boycotte les élections de 1977. Pour mettre fin à la crise politique due à ce boycott, un gouvernement d'union nationale est formé en décembre 1978, et Thomas Reuben y est nommé ministre des Ressources naturelles,. Le Parti national, devenu le Vanua'aku Pati et mené par Walter Lini, remporte les élections de 1979, forme un gouvernement et mène le pays à l'indépendance en 1980 ; les Nouvelles-Hébrides deviennent la république de Vanuatu. Thomas Reuben demeure ministre des Ressources naturelles. Au moment de l'indépendance, il est transféré à la fonction de ministre des Industries primaires. En février 1981, il est transféré au ministère des Terres. 
En décembre 1981, il est limogé par le Premier ministre Walter Lini, qui indique qu'il s'agit de réduire ainsi la dépense publique. La rumeur suggère qu'il avait été prévenu par le Premier ministre quant à son comportement personnel, étant avéré qu'il avait plusieurs fois été averti par la police pour troubles à l'ordre public en état d'ivresse, et qu'il avait par ailleurs eu plusieurs enfants hors-mariage avec différentes femmes. Thomas Reuben quitte alors le Vanua'aku Pati et fonde en juin 1982 le Parti de l'alliance indépendante de Vanuatu avec les députés George Worek et Kalmer Vocor,,. En amont des élections législatives de 1983, Thomas Reuben visite les États-Unis, et en revient en annonçant que son parti rejette le « socialisme mélanésien » du Vanua'aku Pati et souhaite un modèle de développement économique fondé sur le capitalisme et la libre entreprise ; il promet également la gratuité de l'enseignement secondaire. Le Parti de l'alliance indépendante présente quinze candidats aux élections de 1983 mais est laminé, avec des scores très faibles et n'obtenant aucun élu, tandis que le Vanua'aku Pati conserve sa majorité absolue des sièges au Parlement ; Thomas Reuben lui-même est très largement battu dans sa circonscription d'Espiritu Santo,.